# Cyril Garnier
Pour les articles homonymes, voir Garnier.
Cyril Garnier, né le 2 février 1980 à Saint-Germain-en-Laye, est un acteur français.

## Biographie

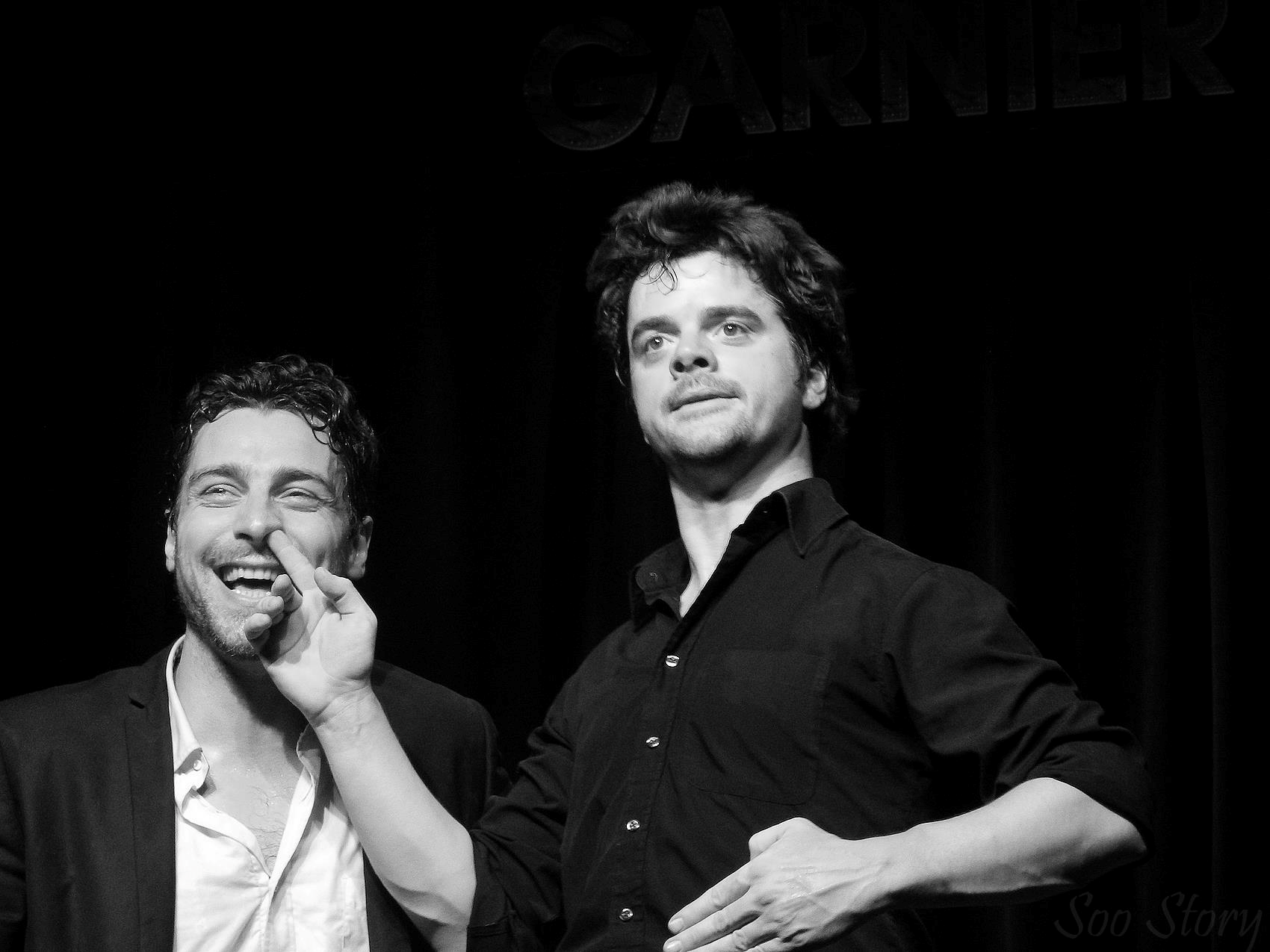
Cyril Garnier et Guillaume Sentou en 2012.

Cyril Garnier rencontre Guillaume Sentou à l'âge de 7 ans. Ils entrent tous les deux au cours Dominique Viriot et dès 2005 se produisent sur scène. Ils forment le duo Garnier et Sentou et participent à l'émission On n'demande qu'à en rire de Laurent Ruquier sur France 2 qui les révèle au grand public de 2010 à 2014,.
Depuis 2014, Cyril Garnier poursuit sa carrière au théâtre, au cinéma et à la télévision,.
Il a été sélectionné en 2013 par le projet Axe Apollo pour partir dans l'espace début 2015. Malheureusement le projet n'a jamais vu le jour,.

## Filmographie
Sauf indication contraire, les informations mentionnées dans cette section peuvent être confirmées par la base de données cinématographiques IMDb,  présente dans la section « Liens externes ».

### Cinéma
- 2007 : Les Alliances, court métrage de Laurent Paulista
- 2015 : Victor Lebrun ?, court métrage de Patrice Soufflard : Le Hacker
- 2016 : Sauve-moi, court métrage de Rabah Brahimi : Franck[7]
- 2016 : Autel bleu, court métrage de Louise Filippi[7]
- 2017 : Poulos, court métrage de Jérémy Fauchoux
- 2019 : Sol de Jezabel Marques[7]
- 2021 : Le Calendrier de Patrick Ridremont : Boris

### Télévision
- 2015 : Camping Paradis, épisode Une fiancée presque parfaite réalisé par Claire de La Rochefoucauld : Sébastien Pommier
- 2016 : La Vie devant elles de Gabriel Aghion[7]
- 2017 : Nicolas Le Floch, épisode Le Cadavre anglais réalisé par Philippe Bérenger : Emmanuel de Rivoux
- 2017 : Alex Hugo, épisode Sur la route réalisé par Philippe Bérenger : Thierry
- 2017-2020 : Demain nous appartient, série créée par Frédéric Chansel, Laure de Colbert, Nicolas Durand-Zouky, Éline Le Fur, Fabienne Lesieur et Jean-Marc Taba : Thomas Delcourt (épisodes 95 à 575 et 682 à 828)
- 2018 : Les Secrets, mini-série réalisée par Christophe Lamotte : Alex Aguze
- 2019 : Clem, série créée par Emmanuelle Rey Magnan et Pascal Fontanille, saison 9 : le professeur de français de Valentin
- 2020 : La Stagiaire, saison 5 épisode 1 : Arthur Garcin
- Depuis 2020 : Police de caractères de Gabriel Aghion : Raphaël, l'amant de Louise

### Scénariste
- 2011-2014 : Youhumour, sketchs web
- 2015 : Victor Lebrun ?, court  métrage réalisé par Patrice Soufflard

## Théâtre
- 2004 : Funky famille de Franck Taillez - Théâtre Michel Galabru
- 2005 : Cuisine et Dépendances d'Agnès Jaoui et Jean-Pierre Bacri - Théâtre de Nesle
- 2005 : Big Buz de Franck Taillez - Théâtre Michel Galabru
- 2005 : Trois Hommes Simples de et mes Ana Kazan - Charenton
- 2007 - 2008 : Le Chaudron de Lady Craspouille de et mise en scène de Caroline Raux -  théâtre du Point-Virgule
- 2010 - 2012 : À deux lits du délit de Derek Benfield, mise en scène de Jean-Luc Moreau - théâtre de la Michodière, tournée en France, Belgique et Suisse
- 2012 - 2013 : Les Grands Moyens de Stéphane Belaïsch et Thomas Perrier, mise en scène d'Arthur Jugnot et David Roussel - théâtre de la Gaîté
- 2015 : Les lapins sont toujours en retard d'Ariane Mourier, mise en scène de David Roussel - Théâtre des Béliers parisiens, Avignon
- 2017 : Piège Mortel d'Ira Levin, mise en scène d'Eric Metayer - Théâtre La Bruyère
- 2023 - 2024 : Dernier coup de ciseau de Paul Portner, mise en scène de Sébastien Azzopardi - Théâtre des Mathurins
- 2025 : Lily et Lily de Pierre Barillet et Jean-Pierre Gredy, mise en scène Marie Pascale Osterrieth, Théâtre de Paris

## Distinctions
- Garnier et Sentou
  - 2007 : Prix du public au festival d'humour de Saint-Jean-Bonnefonds[8]
  - 2007 : Prix Fnac de l'humour au festival Juste Pour Rire Nantes Atlantique[9]
  - 2007 : Prix du National du Rire au festival Juste Pour Rire Nantes Atlantique[10]
  - 2007 : 1er prix du jury au festival d'humour de Villeneuve-sur-Lot